# ناتاشا لیو بوردیزو
ناتاشا لیو بوردیزو (انگلیسی: Natasha Liu Bordizzo؛ زادهٔ ۲۵ اوت ۱۹۹۴) بازیگر و مدل اهل استرالیا است. وی از سال ۲۰۱۵ میلادی تاکنون مشغول فعالیت بوده‌است.
از فیلم‌ها یا برنامه‌های تلویزیونی که وی در آن نقش داشته‌است، می‌توان به ببر خیزان، اژدهای پنهان: شمشیر سرنوشت، کارآگاه محله چینی‌ها ۲، گنگ شو دائو و بزرگ‌ترین شومن اشاره کرد.

## فیلم‌شناسی
| سال  | عنوان                                 | نقش      | توضیحات     |
| ---- | ------------------------------------- | -------- | ----------- |
| ۲۰۱۶ | ببر خیزان، اژدهای پنهان: شمشیر سرنوشت | اسنو واس |             |
| ۲۰۱۷ | گنگ شو دائو                           | مستر یو  | فیلم کوتاه  |
| ۲۰۱۷ | بزرگ‌ترین شومن                         | دنگ یان  |             |
| ۲۰۱۸ | کارآگاه محله چینی‌ها ۲                 | چن یینگ  |             |
| ۲۰۱۸ | هتل بمبئی                             | بری      |             |
| ۲۰۱۹ | The Society                           | هلنا     |             |
| ۲۰۱۹ | Guns Akimbo                           | نوا      |             |
| ۲۰۱۹ | The Naked Wanderer                    | ولرین    |             |
| ۲۰۲۰ | Most Dangerous Game                   | کندی     |             |
| ۲۰۲۱ | چشم‌چران‌ها                             | جولیا    |             |
| ۲۰۲۱ | اژدهای آرزو                           | لی نا    |             |
| ۲۰۲۲ | شیفت روز                              | هیثر     | [ ۱ ] [ ۲ ] |
| TBA  | آسوکا                                 | سابین رن |             |